# Communauté de communes Dieulefit-Bourdeaux
La communauté de communes Dieulefit-Bourdeaux est une communauté de communes française, située dans le département de la Drôme en région Auvergne-Rhône-Alpes.

## Historique
Comme de nombreuses communautés de communes, la CC, née à l'époque « du Pays de Dieulefit » (CCPD), est née de la volonté de la part des élus de rationaliser les dépenses au sens de territoires plus « intégrés » d'un point de vue démographique, administratifs et des services.
La CCPD a donc été imaginée dans ce but à la fin des années 1980 et au début des années 1990 par les élus du canton de Dieulefit. Son territoire représente presque exactement celui du canton, avec l'adjonction de la commune de Manas (alors qu'elle appartenait au canton de Marsanne), qui a souhaité, pour des raisons de dynamique territoriale, rejoindre la CCPD.
Le schéma départemental de coopération intercommunale de 2011 prévoyait le rattachement des neuf communes du canton de Bourdeaux membres de la communauté de communes du Val de Drôme et le retrait de la commune de Manas. Un amendement proposant le maintien de Félines-sur-Rimandoule, Mornans et Le Poët-Célard dans la CC du Val de Drôme a été adopté. Par conséquent, le périmètre a été notifié le 14 septembre 2012 et arrêté le 4 avril 2013.
Aussi, courant décembre 2014, la communauté de communes du Pays de Dieulefit a changé de dénomination, en s'appelant « communauté de communes Dieulefit-Bourdeaux » (proposition souhaitée par Christine Priotto lors du conseil communautaire du 24 avril 2014 élisant le président).
À la suite de la loi no 2015-991 du 7 août 2015 portant nouvelle organisation territoriale de la République, dite loi NOTRe, la population municipale d'un EPCI à fiscalité propre doit atteindre 15 000 habitants. Toutefois, ce seuil est adapté, sans pouvoir descendre en dessous de 5 000 habitants, au vu des critères de densité démographique, du nombre de communes en zone de montagne (plus de la moitié), ou du projet de périmètre d'un EPCI existant depuis 2012, ce qui, pour cette dernière adaptation, n'est pas le cas dans la communauté de communes de Dieulefit.
La communauté de communes Dieulefit-Bourdeaux obéit aux dérogations de densité démographique et du nombre de communes en zone de montagne. Malgré une population municipale 2012 de 9 096 habitants, la densité de 24,5 hab./km2 et la part des communes situées en zone de montagne (20 sur 21), elle peut se maintenir. Aucune proposition de modification du périmètre n'a été proposée par le SDCI en 2015, approuvé en mars 2016.

## Territoire communautaire

### Géographie
La communauté de communes est située au centre du département de la Drôme.

### Composition
La communauté de communes est composée des 21 communes suivantes :

| Nom                        | Code Insee | Gentilé        | Superficie (km2) | Population (dernière pop. légale) | Densité (hab./km2) |
| -------------------------- | ---------- | -------------- | ---------------- | --------------------------------- | ------------------ |
| Dieulefit (siège)          | 26114      | Dieulefitois   | 27,42            | 3 204 (2022)                      | 117                |
| Aleyrac                    | 26003      | Aleyraciens    | 6,65             | 53 (2022)                         | 8                  |
| La Bégude-de-Mazenc        | 26045      | Bégudiens      | 23,62            | 1 739 (2022)                      | 74                 |
| Bézaudun-sur-Bîne          | 26051      | Bézaudunois    | 17,97            | 71 (2022)                         | 4                  |
| Bourdeaux                  | 26056      | Bourdelois     | 23,11            | 682 (2022)                        | 30                 |
| Bouvières                  | 26060      | Bouviérois     | 25,05            | 149 (2022)                        | 5,9                |
| Comps                      | 26101      | Compsicois     | 11,88            | 137 (2022)                        | 12                 |
| Crupies                    | 26111      | Crupians       | 13,16            | 97 (2022)                         | 7,4                |
| Eyzahut                    | 26131      | Eyzahutiens    | 6,66             | 153 (2022)                        | 23                 |
| Montjoux                   | 26202      | Montjevins     | 18,35            | 322 (2022)                        | 18                 |
| Orcinas                    | 26222      | Orcinassois    | 5,27             | 39 (2022)                         | 7,4                |
| Le Poët-Laval              | 26243      | Poët-Lavaliens | 31,22            | 958 (2022)                        | 31                 |
| Pont-de-Barret             | 26249      | Pontois        | 16,6             | 659 (2022)                        | 40                 |
| Roche-Saint-Secret-Béconne | 26276      | Rochois        | 33,23            | 477 (2022)                        | 14                 |
| Rochebaudin                | 26268      | Rochebaudinois | 7,56             | 119 (2022)                        | 16                 |
| Salettes                   | 26334      | Salettois      | 6,98             | 143 (2022)                        | 20                 |
| Souspierre                 | 26343      | Souspierrois   | 5,25             | 108 (2022)                        | 21                 |
| Teyssières                 | 26350      | Teyssièrois    | 28,09            | 66 (2022)                         | 2,3                |
| Les Tonils                 | 26351      | Toniliens      | 13               | 22 (2022)                         | 1,7                |
| Truinas                    | 26356      | Truinasiens    | 8,64             | 143 (2022)                        | 17                 |
| Vesc                       | 26373      | Vescois        | 40,48            | 251 (2022)                        | 6,2                |

### Démographie
| 1968  | 1975  | 1982  | 1990  | 1999  | 2008  | 2013  | 2019  |
| ----- | ----- | ----- | ----- | ----- | ----- | ----- | ----- |
| 6 673 | 6 546 | 6 966 | 7 503 | 8 178 | 8 836 | 9 200 | 9 537 |

## Administration

### Siège
Le siège de la communauté de communes est situé à Dieulefit.

### Les élus
La communauté de communes est gérée par un conseil communautaire. Les membres de ce conseil représentent chacune des communes membres.
La répartition a été modifiée à la suite de l'inclusion des six communes issues de la CC du Val de Drôme.
À compter des élections municipales de mars 2020, le conseil communautaire sera composé de 39 membres, dont la répartition est la suivante :
| Nombre de délégués | Communes |
| ------------------ | --- |
| 11                 | Dieulefit |
| 5                  | La Bégude-de-Mazenc |
| 3                  | Le Poët-Laval |
| 2                  | Bourdeaux, Pont-de-Barret |
| 1 (+ 1 suppléant)  | Aleyrac, Bézaudun-sur-Bîne, Bouvières, Comps, Crupies, Eyzahut, Montjoux, Orcinas, Rochebaudin, Roche-Saint-Secret-Béconne, Salettes, Souspierre, Teyssières, Les Tonils, Truinas, Vesc |

### Présidence
Le président est élu par le conseil communautaire.
| Période                                  | Période  | Identité           | Étiquette | Qualité                                              |
| ---------------------------------------- | -------- | ------------------ | --------- | ---------------------------------------------------- |
| Les données manquantes sont à compléter. |          |                    |           |                                                      |
|                                          | 2014     | Claude Raspail     |           |                                                      |
| 2014                                     | 2020     | Jean-Marc Audergon | SE        | Ingénieur à l'INRA Conseiller municipal de Dieulefit |
| 2020                                     | En cours | Fabienne Simian    | SE        | Maire d’Eyzahut                                      |

### Compétences
L'intercommunalité exerce des compétences (dont deux obligatoires et deux optionnelles) qui lui sont déléguées par les communes membres.
Compétences obligatoires
- Aménagement de l'espace communautaire : schémas de cohérence territoriale et de secteur (hors documents d'urbanisme), création de zones d'aménagement concerté d'intérêt communautaire, politiques d'aménagement du territoire
- Développement économique : actions, création/aménagement/entretien/gestion de zones d'activité industrielle/commerciale/tertiaire/artisanale/touristique, promotion économique et touristique, etc.

Compétences optionnelles
- Protection et mise en valeur de l'environnement : collecte/élimination/valorisation des déchets ménagers et assimilés, gestion et entretien de cours d'eau non domaniaux
- Politique du logement et du cadre de vie : actions par des opérations d'intérêt communautaire et en faveur des personnes défavorisées

Compétences facultatives
- Pour le compte des communes du canton de Dieulefit, la communauté de communes « assure la gestion de l'emprunt lié aux travaux de voirie réalisés dans le cadre du programme intégré méditerranéen de l'année 1990 ».
- Action sociale : coordination de la politique enfance/jeunesse, création/aménagement/entretien/gestion d'un accueil loisirs sans hébergement et de structures d'accueil petite enfance
- Construction/aménagement/entretien de la trésorerie, gestion de la maison de la céramique à Dieulefit et d'une chambre funéraire
- Aides aux associations
- Enseignement musical

### Régime fiscal et budget
La communauté de communes applique la fiscalité professionnelle unique. Elle bénéficie également de la bonification de la dotation globale de fonctionnement (93 060 €) et de la redevance d'enlèvement des ordures ménagères.
Elle possède un budget général ainsi que trois budgets annexes (activités économiques locatives, création de zones d'activités et régie intercommunale de distribution de chaleur) ainsi qu'un budget déchets ménagers et assimilés. En dehors de ce dernier budget, le budget de fonctionnement s'élevait à 5 236 000 €. Celui d'investissement s'élève à 1 434 000 €.
Pour l'année 2015, les taux d'imposition étaient les suivants : taxe d'habitation 9,04 %, foncier bâti 0,7 %, foncier non bâti 3,57 %, cotisation foncière des entreprises 22,56 %.